# Endstille
Endstille es una banda de black metal proveniente de Kiel, Alemania.

## Historia
Endstille fue fundada en 2000 por L. Wachtfels (guitarra), Mayhemic Destructor (batería), Iblis (voz) y Cruor (bajo). L. Wachtfels y Mayhemic Destructor han tocado anteriormente con la banda Tauthr, Iblis y Cruor en Octoria. Mayhemic Destructor está bajo el pseudónimo de "MD" también en la banda de rock Overdrive Sensation, con el guitarrista que ha estado en una banda anteriormente de stoner-rock.
Endstille una de las bandas alemanas de mayor éxito en el Ambient Black Metal, la versión en CD del álbum Navigator (2005) se lanzó inicialmente en una edición de 3000, que incluso antes de su publicación oficial, la primera edición de agosto, se agotó, porque Crepusculo Records había enviado el CD por adelantado, y en algunas tiendas de la Alemania. Tan recientemente como en agosto, más de 2000 copias fueron lanzadas. Además,  par de semanas antes de la fecha de lanzamiento, se metió en Internet, Destructor Mayhemic anunció que en el futuro, no es una promoción más. Desde que la banda con las ventas de sus álbumes en el extranjero no era feliz, cerró un acuerdo con Regain Records.
En 2009, el miembro fundador Iblis dejó la banda. Las razones no fueron reveladas. Por el momento, ayudó a Mannevond ( Koldbrann ) y lúgubre (Mordskog, Crimson Moon) como cantante. Mientras tanto, ahora se ha con Zingultus ( Nagelfar , aguanieve encontrado Graven), un nuevo cantante, quien también fue tomada para determinar el line-up. Mientras Nagelfar y aguanieve se aceptan en el metro, Endstille es "visto de manera más crítica", candidato a Zingultus es parcialmente visto como una traición, en parte como una " Perfección para Endstille".
Desde el 28 de junio de 2010, el nuevo álbum en 1813, la infección se añadió, que debe ser publicado en diciembre. En enero de 2011, el cambio de la banda estaba en su nuevo sello Season of Mist anunciado. la infección en 1813 , finalmente apareció en Europa el 16 de mayo y 17 de mayo en los EE. UU.

## Miembros

### Miembros Actuales
- Zingultus: Vocales
- Mayhemic Destructor: batería
- L. Wachtfels: guitarra
- Cruor: Bajo, coros
- B. Killed: guitarra

### Antiguos Miembros
- Iblis: Vocales, (2000–2009)
- Lykaon: guitarra, (2002)

## Discografía

### Demos
- DEMOn (2001)

### Álbumes
- Operation Wintersturm (2002)
- Frühlingserwachen (2003)
- Dominanz (2004)
- Navigator (2005)
- Lauschangriff (2006)
- Endstilles Reich (2007)
- Verführer (2009)
- Endstille/Kilt (2010)
- Infektion 1813 (2011)
- Kapitulation (2013)
- DetoNation (2023)

- Datos: Q570631
- Multimedia: Endstille / Q570631